# Vanilla chamissonis
Vanilla chamissonis,  es una especie de orquídea de hábito trepador y  de crecimiento rastrero que existe desde la Guayana Francesa al Paraguay y el norte de Argentina, y el conjunto de Brasil.

## Descripción
Es una planta con clorofila con  la raíces al aire; semillas exteriores, sin alas, y las inflorescencias de flores con colores pálidos que nacen en  racimos laterales.
Esta especie puede ser reconocida entre las vainillas, ya que tiene tallos gruesos y quebradizos, los labios claramente lobulados, más largos que los sépalos, con hojas grandes y carnosas alargadas, las frutas son alargadas, grandes y miden hasta 22 por 3 cm, y las flores grandes con sépalos que miden hasta 6, 5 cm de largo con el extremo ligeramente en punta.

## Taxonomía
Vanilla chamissonis fue descrita por Johann Friedrich Klotzsch y publicado en Botanische Zeitung (Berlin) 4: 564. 1846.
Sinonimia
- Vanilla chamissonis var. brevifolia Cogn.
- Vanilla vellozii Rolfe
- Vanilla argentina Hicken[5]